# Synaxis cervinaria
Synaxis cervinaria là một loài bướm đêm trong họ Geometridae.